# توم شولمان
توم شولمان (بالإنجليزية: Tom Schulman)‏ هو كاتب سيناريو ومخرج أمريكي، ولد في 20 أكتوبر 1950 في ناشفيل في الولايات المتحدة.

## وصلات خارجية
- توم شولمان على موقع IMDb (الإنجليزية)
- توم شولمان على موقع ألو سيني (الفرنسية)
- توم شولمان على موقع أول موفي (الإنجليزية)
- توم شولمان على موقع قاعدة بيانات الأفلام السويدية (السويدية)
- توم شولمان على موقع قاعدة بيانات الفيلم (الإنجليزية)
- توم شولمان على موقع كينوبويسك (الروسية)